# Peter Frederik Steinmann (1812-1894)
 Der er flere personer med dette navn, se Peter Frederik Steinmann (1782-1854).
Peter Frederik (Friderich) Steinmann (8. juli 1812 i København – 16. februar 1894 på Tybjerggård) var en dansk officer og krigsminister.

## Uddannelse
Han var en søn af generalløjtnant Peter Frederik Steinmann og fødtes i København 8. juli 1812. Han trådte 1823 ind i Hæren som artillerikadet, blev 1826 stykjunker og i 1830 sekondløjtnant i artilleriet med aldersorden fra 1826. Han kom straks efter ind som elev på den nylig oprettede kongelige militære Højskole, hvorfra han afgik 4 år senere som premierløjtnant og adjoint i Generalstaben, men kom dog først til tjeneste ved denne efter at have gennemgået fodfolkets og rytteriets skoler. I 1839 blev han adjudant ved staben, og det følgende år foretog han en tjenstlig rejse til de fleste europæiske stater, hvorefter han i 1841 fik kaptajns anciennitet. 11. august samme år indgik han (22. april i Garnisons Kirke) ægteskab med Anna Johanne Elisabeth komtesse Schulin (30. oktober 1813 på Frederiksdal – 10. september 1847 i København), datter af kammerherre, amtmand Sigismund Ludvig greve Schulin, efter at han forinden havde ledsaget generaladjudant Carl Ewald på en baderejse til det sydlige Frankrig, hvad han også gjorde i 1842. Samme år udnævnes han til kaptajn af Generalstaben, og da han foruden betydelig dygtighed havde megen verdenserfaring, sendtes han i 1843 til Lüneburg for at deltage i forberedelserne til det 10. tyske forbundskorps' lejrsamling, ligesom han senere sendtes til forskellige andre troppesamlinger i Tyskland. 1843 blev han også Ridder af Dannebrog.

## Indsats i Treårskrigen
På grund af svækket helbred måtte han 1846 gennemgå en badekur i Ems, og da hans hustru døde året efter (10. september), tog dette atter så meget på hans kræfter, at han den efterfølgende vinter rejste til Italien. Her fik han meddelelse om oprørets udbrud, hvorfor han straks rejste hjem; men han fik dog ikke nogen aktiv kommando, i det han blev ansat som stabschef ved generalkommandoen på Fyn. I maj opnåede han imidlertid at blive stabschef ved højre flankekorps, idet han forfremmedes til major, men efter at general Frederik Bülow havde overtaget kommandoen over korpset, måtte han atter vende tilbage til sin tidligere stilling, hvor han blev udnævnt til kammerherre. Således kom han først det næste år i ilden; han blev da stabschef hos general Olaf Rye og deltog i kampene ved Kolding, Almind-Dons, Vejle og Aarhus ved disse lejligheder som under hele tilbagetoget i Jylland indlagde han sig så megen fortjeneste, at han i juni fik oberstløjtnants karakter. Han kom ikke til at følge sin general til Fredericia, men forblev som stabschef hos general C.L.H. Flindt, der overtog befalingen over tropperne på Helgenæs, og da dette korps opløstes i september, kom han atter tilbage til generalkommandoen på Fyn. I det følgende krigsår ansattes Steinmann som stabschef hos general C.F. Moltke ved 1. division, hvilken med hæder deltog i kampen ved Helligbæk og i slaget ved Isted, hvorefter han udnævntes til oberstløjtnant og Dannebrogsmand. Efter fredsslutningen blev Steinmann stabschef ved generalkommandoen i Slesvig, hvilken vanskelige stilling han på en kort afbrydelse nær (1853-54) varetog indtil efteråret 1862. Han avancerede i den tid både til oberst (1854) og til generalmajor (1862), blev Kommandør af Dannebrog (1857) og deltog i flere troppesamlinger, ligesom han også i 1858 overværede det 10. Forbundskorps' øvelser.

## 2. slesvigske krig
I foråret 1863 stilledes han i spidsen for 3. Infanteribrigade, hvormed han deltog i troppesamlingen ved Slesvig samme efterår, men allerede 22. oktober overtog han efter generalløjtnant Georg Schøllers død kommandoen i 3. Generalkommandodistrikt og blev derefter 1. november chef for 3. Division med stabskvarter i Kiel. Her fik han et vanskeligt hverv, da divisionen dels skulle sikre Hærens eventuelle opmarch i Dannevirkestillingen, dels holde befolkningen i ave, alt medens det truede med en forbundseksekution. Først 3 dage forinden de tyske tropper rykkede ind i Holsten (23. december), fik han den fornødne instruks for sit forhold, lydende på, at han efterhånden skulle rømme hertugdømmet, hvilket også var fuldført 29. december. Fra begyndelsen af januar besatte 3. Division Dannevirkestillingen fra Slien til skanse nr. 13, hvis korpoststilling ved Selk og Jagel angrebes af østrigerne 3. februar, medens det overdroges divisionen, da stillingens rømning 2 dage senere skulle iværksættes, at danne hærens arrieregarde. Dette hverv udførte Steinmann med utrættelighed og iver, og han overværede med stor agtpågivenhed slaget ved Sankelmark, hvor han såredes af en granatstump i benet. Uden dog at lade sig mærke dermed blev han siddende til hest, og først efter at kampen var til ende, red han tilbage til Flensborg, hvor han måtte løftes af sadlen og dernæst sendes til Garnisonshospitalet i København. Endnu førend såret var lægt, meldte han sig 12. april til tjeneste ved felthæren og fik da kommandoen over 1. Division, som dagen efter rykkede ud i Dybbølstillingen, men atter var vendt tilbage til Als, da angrebet fandt sted 18. april. Hin dag var Steinmann virksom i brohovedet og ved Sønderborg, og da overkommandoen derefter forlagdes til Fyn, blev han øverstbefalende på Als som sådan advarede han bestemt imod at drage for mange tropper bort fra øen, men hans forestillinger blev upåagtede, og da så preusserne angreb 29. juni, var han, efter 2. Brigades mislykkede forsøg på at tilbageerobre Kærby, hurtig klar på situationen og gav derfor kl. 5 1/2 morgen ordre til tilbagetoget, hvormed tabet af Als var fuldbyrdet. At regeringen ikke tillagde ham ansvaret derfor, fremgår deraf, at han 4. juli udnævntes til generalløjtnant og dagen efter til overgeneral. Hæren modtog denne udnævnelse gennemgående med sympati, og den af ham udstedte dagsbefaling gjorde et godt indtryk, men da allerede 12. juli våbenstilstandsforhandlinger indlededes, fik han kun lejlighed til at træffe meget omhyggelige anordninger til Fyns forsvar.

## Krigsminister
Efter fredsslutningen udnævntes Steinmann, som 1. november havde modtaget Storkorset af Dannebrog (Kommandørkorset havde han båret siden 1857), til kommanderende general i Jylland, i hvilken stilling han vandt både sine underordnedes og den civile befolknings højagtelse og hengivenhed, medens det også gav ham en særlig position at være herre til Tybjerggård. Da det Fonnesbechske ministerium dannedes 26. august 1874, opfordredes han til at indtræde i dette, da det formentes, at han ved sin autoritet ville kunne udrette noget for vort forsømte forsvarsvæsen, så meget mere som hans anskuelser med hensyn til ordningen af landets forsvar i modsætning til den afgåede krigsminister C.A.F. Thomsens gik ud på, at hovedvægten burde lægges på Københavns Søbefæstning med foreløbig opgivelse af den permanente landbefæstning samt på befæstningsanlæg ved Store- og Lillebælt. Også med hensyn til ordningen af vort levende værn viste han, der efterkommede opfordringen og overtog Krigsministeriet, sig imødekommende lige over for Venstre, i det han ikke var utilbøjelig til at formindske fodfolkets første uddannelsestid fra 6 til 5 måneder; men desuagtet lykkedes det ham ikke at sætte noget af sine forslag igennem, inden hele ministeriet gik af 11. juni 1875.
Da det viste sig vanskeligt at få posten som kommanderende general i Jylland besat, blev Steinmann i december 1877 anmodet om atter at overtage den, og her var han virksom, indtil han på grund af alder afskedigedes i 1882, medens han samtidig stilledes à la suite. Steinmann trak sig derefter tilbage til Tybjerggård, hvor han ofte samlede en større kreds af ældre og yngre kammerater omkring sig og med levende interesse vedblev at følge begivenhedernes udvikling. Han var ikke nogen storslået natur, men en tapper soldat og en meget samvittighedsfuld, punktlig foresat, der var nøje inde i Hærens administrative bestemmelser og havde et klart blik for terræn- og fægtningsforhold. 16. februar 1894 afgik han ved døden.
Han er begravet på Tybjerg Kirkegård. Steinmannsgade i Frederiksbjerg i Aarhus blev i 1911 opkaldt efter generalen.

## Gengivelser
Der findes et portrætmaleri af August Schiøtt fra 1852 (Frederiksborgmuseet). Desuden litografi fra 1853 af Em. Bærentzen & Co., efter dette xylografi 1864. Flere xylografier 1864 efter ens forlæg, bl.a. i Illustreret Tidende 10. juli 1864, efter dette gravering på sten 1867, xylografi i gruppebillede 1877 og xylografi 1894. Xylografi 1874. Afbildet i gruppe på xylografi af H.P. Hansen 1889. Fotografier af Eduard Hansen fra 1860'erne og af Hansen & Weller fra 1882.